# كلارنس بيكويذ
كلارنس بيكويذ (بالإنجليزية: Clarence Beckwith)‏ هو عالم عقيدة أمريكي، ولد في 21 يوليو 1849، وتوفي في 1931.